# Elizabeth Hamilton (1721-1800)
Lady Elizabeth Hamilton, contessa di Warwick (1721 – Londra, 24 febbraio 1800), è stata una nobildonna scozzese.

## Biografia
Era la figlia del capitano Archibald Hamilton (1673-1754), e di sua moglie, Lady Jane Hamilton (?-6 dicembre 1753).

## Matrimoni

### Primo Matrimonio
Sposò, il 15 maggio 1742, Francis Greville, I conte di Warwick. Ebbero otto figli:
- Lady Louisa Augusta Greville (1743-?), sposò William Churchill;
- Lady Elizabeth Francis Greville (11 maggio 1744-6 aprile 1825), sposò Sir Henry Harpur, VI Baronetto;
- Lady Charlotte Mary Greville (1745-31 maggio 1763), sposò John Stewart, VII conte di Galloway, ebbero due figli;
- George Greville, II conte di Warwick (1746-1816);
- Lady Isabella Greville, morta giovane;
- Lord Charles Francis Greville (1749-1809);
- Lord Robert Fulke Greville (1751-1824), sposò Louisa Cathcart, contessa di Mansfield, ebbero tre figli;
- Lady Anne Greville (1760-1783).

### Secondo Matrimonio
Sposò, nel 1742, il generale Robert Clerk (1728-1797). Non ebbero figli.

## Morte
Morì il 24 febbraio 1800, a Dover Street, Londra, e venne sepolta nell'Abbazia di Westminster.

## Ascendenza
|                                         |                |                                          | Genitori                                |  |  | Nonni |  |  | Bisnonni                               |  |  | Trisnonni                         |  |
|                                         |                |                                          |                                         |  |  |       |  |  | William Douglas, I marchese di Douglas |  |  | William Douglas, X conte di Angus |  |
|                                         |                |                                          |                                         |  |  |       |  |  | William Douglas, I marchese di Douglas |  |  | William Douglas, X conte di Angus |  |
|                                         |                | Elizabeth Oliphant                       |                                         |  |  |       |  |  | William Douglas, I marchese di Douglas |  |  |                                   |  |
| William Douglas, I conte di Selkirk     |                |                                          |                                         |  |  |       |  |  | William Douglas, I marchese di Douglas |  |  |                                   |  |
|                                         |                | lady Mary Gordon                         | George Gordon, I marchese di Huntly     |  |  |       |  |  |                                        |  |  |                                   |  |
|                                         |                | lady Mary Gordon                         | George Gordon, I marchese di Huntly     |  |  |       |  |  |                                        |  |  |                                   |  |
|                                         |                | lady Mary Gordon                         | lady Henrietta Stewart                  |  |  |       |  |  |                                        |  |  |                                   |  |
| lord Archibald Hamilton                 |                | lady Mary Gordon                         |                                         |  |  |       |  |  |                                        |  |  |                                   |  |
|                                         |                | James Hamilton, I duca di Hamilton       | James Hamilton, II marchese di Hamilton |  |  |       |  |  |                                        |  |  |                                   |  |
|                                         |                | James Hamilton, I duca di Hamilton       | James Hamilton, II marchese di Hamilton |  |  |       |  |  |                                        |  |  |                                   |  |
|                                         |                | James Hamilton, I duca di Hamilton       | lady Ann Cunningham                     |  |  |       |  |  |                                        |  |  |                                   |  |
| Anne Hamilton, III duchessa di Hamilton |                | James Hamilton, I duca di Hamilton       |                                         |  |  |       |  |  |                                        |  |  |                                   |  |
|                                         |                | lady Margaret Feilding                   | William Feilding, I conte di Denbigh    |  |  |       |  |  |                                        |  |  |                                   |  |
|                                         |                | lady Margaret Feilding                   | William Feilding, I conte di Denbigh    |  |  |       |  |  |                                        |  |  |                                   |  |
|                                         |                | lady Margaret Feilding                   | lady Susan Villiers                     |  |  |       |  |  |                                        |  |  |                                   |  |
| hon. Elizabeth Hamilton                 |                | lady Margaret Feilding                   |                                         |  |  |       |  |  |                                        |  |  |                                   |  |
|                                         | James Hamilton | George Hamilton, I baronetto di Donalong |                                         |  |  |       |  |  |                                        |  |  |                                   |  |
|                                         | James Hamilton | George Hamilton, I baronetto di Donalong |                                         |  |  |       |  |  |                                        |  |  |                                   |  |
|                                         | James Hamilton | lady Mary Butler                         |                                         |  |  |       |  |  |                                        |  |  |                                   |  |
| James Hamilton, VI conte di Abercorn    | James Hamilton |                                          |                                         |  |  |       |  |  |                                        |  |  |                                   |  |
|                                         |                | Elizabeth Colepeper                      | John Colepeper, I barone Colepeper      |  |  |       |  |  |                                        |  |  |                                   |  |
|                                         |                | Elizabeth Colepeper                      | John Colepeper, I barone Colepeper      |  |  |       |  |  |                                        |  |  |                                   |  |
|                                         |                | Elizabeth Colepeper                      | Judith Colepepper                       |  |  |       |  |  |                                        |  |  |                                   |  |
| lady Jane Hamilton                      |                | Elizabeth Colepeper                      |                                         |  |  |       |  |  |                                        |  |  |                                   |  |
|                                         |                | sir Robert Reading, I baronetto Reading  | …                                       |  |  |       |  |  |                                        |  |  |                                   |  |
|                                         |                | sir Robert Reading, I baronetto Reading  | …                                       |  |  |       |  |  |                                        |  |  |                                   |  |
|                                         |                | sir Robert Reading, I baronetto Reading  | …                                       |  |  |       |  |  |                                        |  |  |                                   |  |
| Elizabeth Reading                       |                | sir Robert Reading, I baronetto Reading  |                                         |  |  |       |  |  |                                        |  |  |                                   |  |
|                                         |                | Jane Hannay                              | sir Robert Hannay, I baronetto          |  |  |       |  |  |                                        |  |  |                                   |  |
|                                         |                | Jane Hannay                              | sir Robert Hannay, I baronetto          |  |  |       |  |  |                                        |  |  |                                   |  |
|                                         |                | Jane Hannay                              | Jane Stewart                            |  |  |       |  |  |                                        |  |  |                                   |  |
|                                         |                | Jane Hannay                              |                                         |  |  |       |  |  |                                        |  |  |                                   |  |